# Стойгіно
Стойгіно (рос. Стойгино) — присілок у Волосовському районі Ленінградської області Російської Федерації.
Населення становить 4 особи. Належить до муніципального утворення Бегуницьке сільське поселення.

## Історія
Від 1 серпня 1927 року належить до Ленінградської області.

## Населення
| 1838 | 1848 | 1862 | 2007 | 2010 | 2013 | 2017 |
| ---- | ---- | ---- | ---- | ---- | ---- | ---- |
| 30   | ↘15  | ↗34  | ↘2   | →2   | ↗3   | ↗4   |